# Scoglio del Frate
Lo scoglio del Frate è un'isola del Mar Ligure compresa nel territorio comunale di Vernazza.